# 倉鼠屬
倉鼠屬（高山倉鼠），哺乳綱、囓齒目、倉鼠科的一屬，而與倉鼠屬（高山倉鼠）同科的動物尚有原倉鼠屬（原倉鼠）、中倉鼠屬（羅馬尼亞中倉鼠）、甘肅倉鼠屬（甘肅倉鼠）、短耳倉鼠屬（短耳倉鼠）等之數種哺乳動物。